# Metoda wyczerpywania

Archimedes korzystał z metody wyczerpywania do obliczeń powierzchni koła

Metoda wyczerpywania (łac. methodus exhaustionibus) – metoda obliczania pola powierzchni figury geometrycznej za pomocą wpisania w nią ciągu wzajemnie rozłącznych wielokątów o znanej powierzchni, których suma pól zbliża się do powierzchni badanej figury.  
Zastosowanie metody wyczerpywania wymaga zazwyczaj zastosowania rodzaju dowodu nie wprost (łac. reductio ad absurdum). Polega on na tym, że pole powierzchni części figury znajduje się za pomocą porównania z polem powierzchni innej części drogą kolejnych przybliżeń (aż do momentu, w którym różnica między oboma polami staje się pomijalna). Następnie należy założyć, że powierzchnia sprawdzanej figury jest większa niż suma powierzchni wpisanych figur i dowieść błędności takiego założenia, a następnie dowieść błędności założenia przeciwnego, że pole badanej figury jest mniejsze niż suma pól figur wpisanych.
Choć rozwój rachunku różniczkowego wyparł metodę z użycia, pomysł wykorzystywany jest do dzisiaj w nieco zmodyfikowanej formie w matematycznej teorii miary, np. przy obliczaniu miary Lebesgue’a oraz całki Lebesgue’a.

## Historia

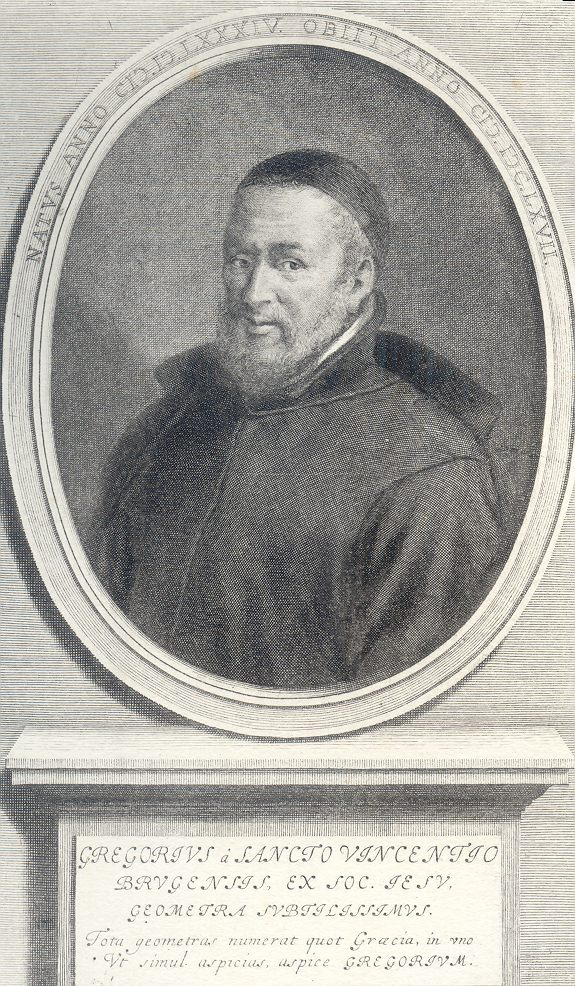
Grégoire de Saint-Vincent

Na pomysł na obliczanie powierzchni figury za pomocą ciągu wpisanych figur o znanej powierzchni wpadł w V wieku p.n.e. Antyfont, który zauważył, że podwajając kolejno liczbę boków wielokąta wpisanego w okrąg można przybliżyć się do sprawdzenia pola powierzchni samego okręgu, nie jest jednak jasne czy sam dobrze rozumiał swoje odkrycie. Kilka dekad później Eudoksos z Knidos dopracował tę metodę i z jej pomocą poprawnie obliczał pola i objętości. W starożytności stosowali ją także Euklides i Archimedes, który opisał ją w swoich pismach i wykorzystywał w codziennej pracy do obliczania objętości i pól brył i figur. Niezależnie od nich, w III wieku n.e. chiński matematyk Liu Hui wykorzystał ją do obliczenia pola powierzchni koła. Współczesną nazwę nadał jej w 1647 Grégoire de Saint-Vincent w swoim dziele Opus geometricum quadraturae circuli et sectionum.
Metoda wyczerpywania uważana jest za prekursora rachunku różniczkowego i teorii granic. Rozwój  geometrii analitycznej  i zintegrowanego rachunku całkowego  pomiędzy XVII a XIX wiekiem wyparł tę metodę z użycia.
Podejście alternatywne wobec metody wyczerpywania reprezentuje zasada Cavalieriego, którą ostatecznie Gilles de Roberval, Evangelista Torricelli, John Wallis, Gottfried Wilhelm Leibniz i inni myśliciele przekształcili w rachunek różniczkowy liczb nieskończenie małych.